# Actaea arizonica
Actaea arizonica är en ranunkelväxtart som först beskrevs av S. Wats., och fick sitt nu gällande namn av Robert Harold Compton. Actaea arizonica ingår i släktet trolldruvor, och familjen ranunkelväxter. Inga underarter finns listade i Catalogue of Life.